# Энстис, Томас
Томас Энстис (англ. Thomas Anstis, умер в апреле 1723) — английский пират, действовавший в начале XVIII века во время Золотого века пиратства под командованием Хауэлла Дэвиса и Бартоломью Робертса, впоследствии начавший собственную карьеру, грабя суда у восточного побережья американских колоний в Карибском море.

## Ранняя карьера
Энстис впервые упоминается как член команды шлюпа «Щеголь» (англ. Buck), отплывшего с Провиденса в 1718 году. Во время пути Томас подговорил шесть других членов экипажа устроить мятеж, и при этом они заявили о своем намерении плыть на юг уже в качестве пиратов. Хауэлл Дэвис был избран капитаном. После смерти Дэвиса его место занял Бартоломью Робертс, захвативший ещё несколько кораблей. Энстис командовал одним из них, бригантиной «Удача» (англ. Good Fortune).

## Робертс, Фенн и адмирал Флауэрс
Ночью 18 апреля 1721 корабли Робертса подошли к Африке, но Энстис и его команда сбежали от остальных на «Удаче» и продолжили промышлять в Карибском море. Между Гаити и Ямайкой они ограбили два корабля. На одном из них, «Ирвине», они устроили над женщиной групповое изнасилование, а затем убили её. После этого они остановились для кренгования
Идя далее на Бермуды, Томас заметил корабль с сокровищами под названием «Утренняя звезда», идущий из Гвинеи в Каролину. После его захвата, корабль был укомплектован 32 пушками и помещен под командование канонира Джона Фенна. Энстис предпочел сохранить командование меньшей «Удачей» из-за её превосходной управляемости. Два корабля продолжили плыть вдоль юго-восточного побережья. Вскоре члены команды «Утренней звезды» начали проявлять недовольство, так как их заставили стать пиратами, и решили подать королю Георгу прошение о помиловании.
Подплыв к острову у мыса Сан Антонио около Кубы, команда ждала ответа на прошение 9 месяцев, до августа 1722, пока их судно-курьер не привезло новости о том, что прошение было проигнорировано, и король послал адмирала сэра Джона Флауэрса для их уничтожения. Отправившись на юг, они встретили Большой Кайман, где «Утренняя звезда» села на мель и, когда выжившие были подобраны «Удачей», на кораблях HMS Hector и HMS Adventure заметили пиратов и начали преследование. Энстису пришлось обрезать якорный канат и бежать, впоследствии на веслах, поскольку ветер стих. Томас потерял около сорока людей у Большого Каймана, большая часть которых была захвачена высадившейся на берег партией солдат Королевского флота под командованием Флауэрса.
Энстис и Фенн (спасшийся из Большого Каймана до прихода солдат) поплыли к Гондурасскому заливу и кренговали корабль на острове у берега, захватив по пути 3-4 корабля и пополнив из пленников обедневшую команду. Затем Энстис направился к Багамским островам в начале декабря 1722. По пути он захватил шлюп «Антилопа», который он добавил к своей эскадрилье, и 24-пушечный корабль, который он поручил Фенну.

## Последние дни и смерть
Пираты пристали к Тобаго в апреле 1723 года, намереваясь кренговать свои новые суда, и только они начали делать это, как заметили английский военный корабль Джона Флауэрса HMS Winchelsea. Пиратам пришлось сжечь корабль и шлюп и бежать в глубь острова, но английские моряки обогнали их и взяли в плен. Энстис вновь бежал на своей бригантине, но его команда, обескураженная неудачами, убила его спящим в гамаке и захватила тех, кто был на его стороне. Затем мятежники сдались голландским властям на Кюрасао, приняли от них амнистию, а захваченные пленники были повешены.